# Michi Himeno
Michi Himeno é uma designer de animação japonesa. Produziu vários animes, tais como Lupin III (1977), Versailles no Bara (1979), Hana no Ko Lun-Lun (1979) e Fūma no Kojirō (1991). Seu reconhecimento internacional veio sobretudo com sua colaboração, ao lado de Shingo Araki, na série Saint Seiya.